# Diskografie Kristíny
Diskografie Kristíny, slovenské zpěvačky, se skládala ze čtyř studiových alb, jedné kompilace, 40 singlů a 24 videoklipů. Nejpopulárnějšími singly jsou „Horehronie“ (Eurovision Song Contest 2010), „V sieti ťa mám”, „Stonka”, „Ta Ne”.

## Studiová alba
| Rok  | Titul                                                                               | Nejvyšší umístění | Certifikace  | Prodejnost     |
| Rok  | Titul                                                                               | CZE SVK           | Certifikace  | Prodejnost     |
| ---- | ----------------------------------------------------------------------------------- | ----------------- | ------------ | -------------- |
| 2008 | …ešte váhám - Datum vydání: 7. listopad 2008 - Vydavatelství: H.o.M.E               | –                 | 2× platinová | 12 000+        |
| 2010 | V sieti ťa mám - Datum vydání: 18. říjen 2010 - Vydavatelství: Universal            | 17                | platinová    | 6 000+ 12 000+ |
| 2012 | Na slnečnej strane sveta - Datum vydání: 25. červen 2012 - Vydavatelství: Universal | 4                 | platinová    | 6 000+         |
| 2017 | Mať srdce - Datum vydání: 1. červen 2017 - Vydavatelství: Kristina Music s.r.o.     | –                 | –            | –              |

## Kompilační alba
| Rok  | Titul                                                               | Nejvyšší umístění | Certifikace            | Prodejnost      |
| Rok  | Titul                                                               | CZE SVK           | Certifikace            | Prodejnost      |
| ---- | ------------------------------------------------------------------- | ----------------- | ---------------------- | --------------- |
| 2014 | Tie naj - Datum vydání: 3. listopad 2014 - Vydavatelství: Universal | 24                | 5× platinová platinová | 30 000+ 12 000+ |

## Singly
| Rok  | Název                      | Nejvyšší pozice | Nejvyšší pozice | Nejvyšší pozice | Nejvyšší pozice | Nejvyšší pozice | Album                    |
| Rok  | Název                      | CZ              | CZ              | SK              | SK              | PL              | Album                    |
| Rok  | Název                      | 50              | 100             | 50              | 100             | 40              | Album                    |
| ---- | -------------------------- | --------------- | --------------- | --------------- | --------------- | --------------- | ------------------------ |
| 2007 | "Som tvoja"                | —               | —               | 13              | 34              | —               | ....ešte váham           |
| 2008 | „Vráť mi tie hviezdy“      | —               | —               | 4               | 6               | —               | ....ešte váham           |
| 2008 | „Ešte váham“               | 5               | 59              | 6               | —               | —               | ....ešte váham           |
| 2009 | „Stonka“                   | 5               | 28              | 1               | 4               | —               | V sieti ťa mám           |
| 2010 | „Horehronie“               | 2               | 30              | 1               | 1               | —               | V sieti ťa mám           |
| 2010 | „Tak si pustím svoj song“  | —               | —               | 4               | 27              | —               | V sieti ťa mám           |
| 2010 | „V sieti ťa mám“           | 19              | —               | 1               | 1               | —               | V sieti ťa mám           |
| 2010 | „Vianočná nálada“          | 43              | —               | 1               | 10              | —               | V sieti ťa mám           |
| 2011 | „Pri oltári“               | 7               | 33              | 1               | 10              | —               | V sieti ťa mám           |
| 2011 | „Tajná láska“              | —               | —               | 10              | 63              | —               | V sieti ťa mám           |
| 2011 | „Life Is A Game“           | —               | —               | 2               | 13              | —               | —                        |
| 2012 | „Jabĺčko“                  | 6               | 24              | 13              | —               | —               | Na slnečnej strane sveta |
| 2012 | „Viem lebo viem“           | —               | —               | 4               | 7               | —               | Na slnečnej strane sveta |
| 2013 | „Život je vždy fajn“       | 20              | 94              | 6               | 68              | —               | Tie naj                  |
| 2014 | „Rozchodový reggaeton“     | 16              | 68              | 12              | 94              | —               | Tie naj                  |
| 2014 | „Navždy“                   | —               | —               | 8               | 69              | 12              | Tie naj                  |
| 2014 | „Ta ne“                    | —               | —               | 4               | 32              | 3               | Tie naj                  |
| 2015 | „Na bieleho koňa“          | —               | —               | 7               | 47              | —               | Mať srdce                |
| 2016 | „Si pre mňa best“          | 39              | —               | 5               | 43              | —               | Mať srdce                |
| 2016 | „Láska bombová“            | 42              | —               | 3               | 39              | —               | Mať srdce                |
| 2016 | „Vianočná jahoda“          | 43              | —               | —               | —               | —               | Mať srdce                |
| 2017 | „Mať srdce“                | —               | —               | 12              | 72              | —               | Mať srdce                |
| 2017 | „Sympatie“                 | —               | —               | —               | —               | —               | —                        |
| 2019 | „Keď nám dvom je do spevu“ | —               | —               | —               | —               | —               | —                        |
| 2020 | „Na dlani“                 | —               | —               | —               | —               | —               | —                        |

## Hostující
| Rok  | Singl                       | Umístění | Umístění | Album      |
| Rok  | Singl                       | CZE      | SVK      | Album      |
| ---- | --------------------------- | -------- | -------- | ---------- |
| 2013 | „Flash” (Sceepo & Kristína) | –        | –        | Flash – EP |

## Jiné notované kompozice
| Rok  | Singl             | Umístění | Umístění | Album          |
| Rok  | Singl             | CZE      | SVK      | Album          |
| ---- | ----------------- | -------- | -------- | -------------- |
| 2010 | „Vianočná Nálada” | –        | 10       | V sieti ťa mám |

## Videoklipy
| Rok  | Tytuł                               | Album                    |
| ---- | ----------------------------------- | ------------------------ |
| 2007 | „Som tvoja” (s Opakem)              | ....ešte váham           |
| 2008 | „Vráť mi tie hviezdy”               | ....ešte váham           |
| 2008 | „Zmrzlina” (s Victorií)             | ....ešte váham           |
| 2009 | „Ešte váham”                        | ....ešte váham           |
| 2010 | „Horehronie”                        | V sieti ťa mám           |
| 2010 | „Tak si pustím svoj song”           | V sieti ťa mám           |
| 2010 | „V sieti ťa mám”                    | V sieti ťa mám           |
| 2011 | „Life is a Game”                    | –                        |
| 2011 | „Pri oltári”                        | V sieti ťa mám           |
| 2012 | „Jabĺčko”                           | Na slnečnej strane sveta |
| 2012 | „Viem lebo viem”                    | Na slnečnej strane sveta |
| 2013 | „Rozchodový Reggaeton”              | Tie naj                  |
| 2014 | „Navždy”                            | Tie naj                  |
| 2015 | „No.1”                              | Mať srdce                |
| 2015 | „Ta Ne”                             | Tie naj                  |
| 2015 | „Na bieleho koňa”                   | Mať srdce                |
| 2016 | „Si pre mňa best”                   | Mať srdce                |
| 2016 | „Vianočná jahoda”                   | Mať srdce                |
| 2017 | „Láska bombová”                     | Mať srdce                |
| 2017 | „Mať srdce"                         | Mať srdce                |
| 2017 | „Zradila nás chémia"                | Mať srdce                |
| 2017 | „Sympatie"                          |                          |
| 2019 | „Stále ťa mať" (s Davidem Gránským) |                          |
| 2020 | „Čas zimných zázrakov"              |                          |